# Rőthátú virágszöcske
A rőthátú virágszöcske (Leptophyes punctatissima) a fürgeszöcskék családjába tartozó növényevő szöcskefaj. Egyéb magyar elnevezései a pettyes-, és pontozott virágszöcske.

## Elterjedése
A faj elsősorban nyugat-európai elterjedésű, de Európa nagy részén előfordul. Elterjedése Európában a Brit-szigetektől nyugat felé Oroszország európai részéig, Dél-Skandináviától Dél-Olaszországig, Görögországig, Bulgáriáig ismeretes.
Magyarországon az ország nyugati területein fordul elő, Budapest és Pécs környékén gyakori, az ország egyéb területeiről előfordulása alig ismeretes, de az emberi tevékenység nyomán valószínűleg terjedőben van.

## Megjelenése
Mérete 10–17 mm, színezete zöld, elsősorban a hím egyedek potrohának háti oldalán vörösesbarna sáv fut végig. A csökevényes, 2–3 mm hosszú elülső szárny is ezt a színt viseli, a hátulsó szárnyak teljesen hiányoznak. A nőstények hosszú, 7–8 mm-es tojócsövet viselnek, mely sarlós alakú, oldalirányból lapított. A csápok hossza test hosszának kétszerese.
Tojásai igen laposak, oválisak.

## Életmódja
Főleg ritkás erdőkben, erdőszéleken, tisztásokon fordul elő, ahol bokrokon, alacsonyabb fákon vagy az aljnövényzeten tartózkodik és kétszikű növényeken táplálkozik. Elsősorban növényevő életmódú, de valószínűleg kisebb mértékben apróbb rovarokat és tetemeket is fogyaszt. Táplálkozása nyomán kertekben kisebb károkat is okozhat. Kártételét málnáról, rózsáról és kajsziról is említik. Rágása során a leveleket fodrosan lyuggatja, illetve a rózsa sziromleveleit rágja.
Tojásait fák kérge alá, kéregrepedésekbe helyezi, az imágók a tél folyamán elpusztulnak, a lerakott tojások telelnek át.

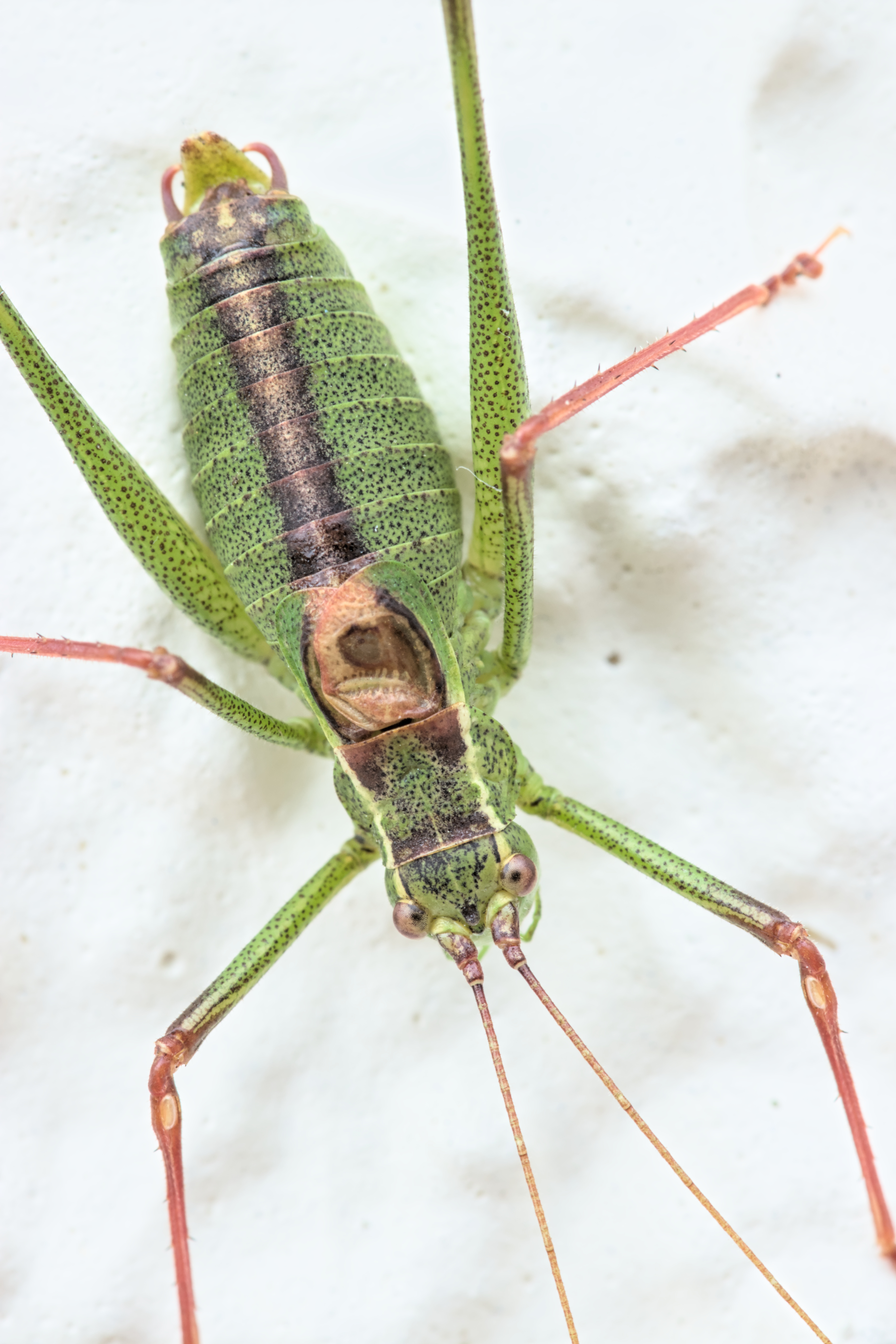
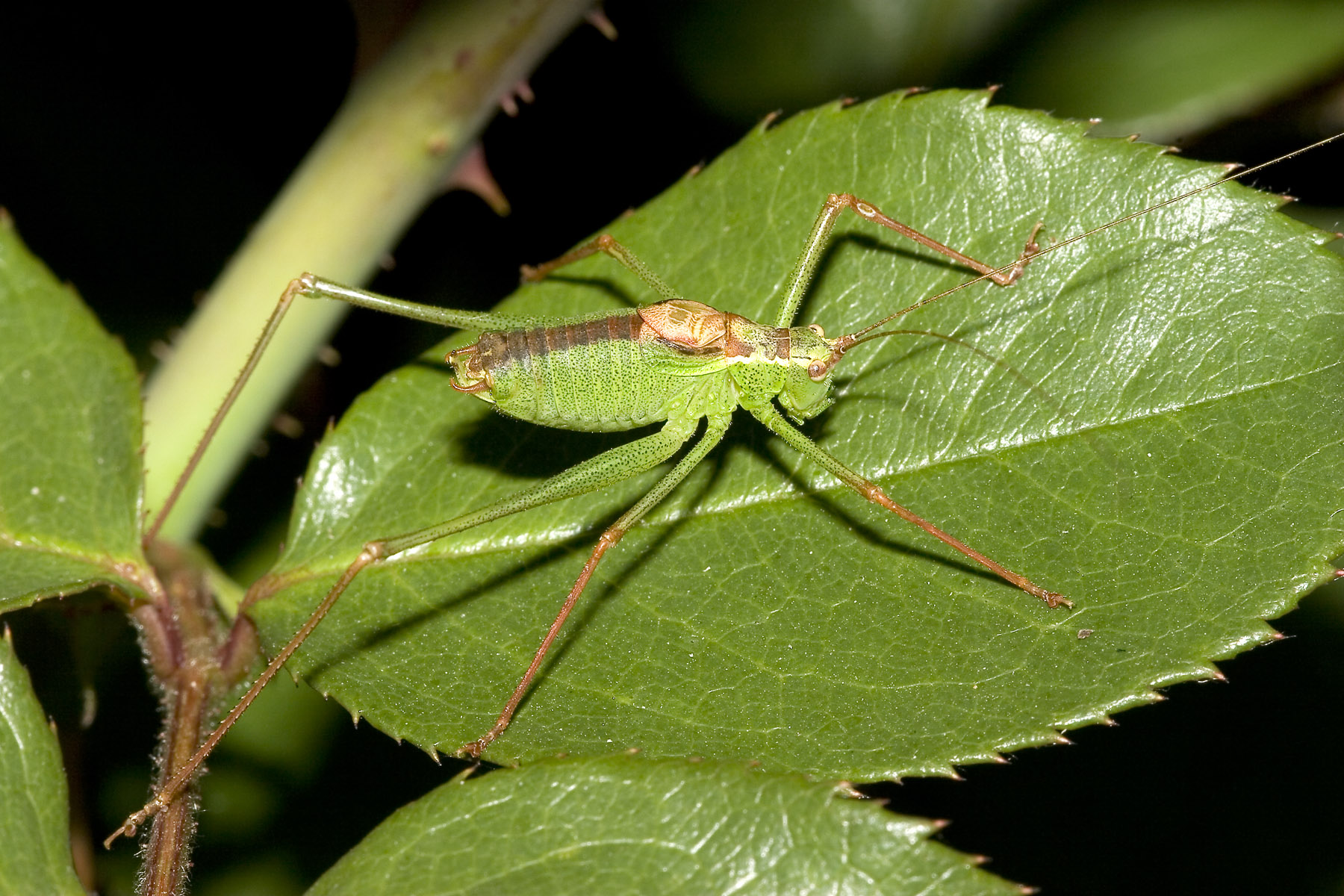
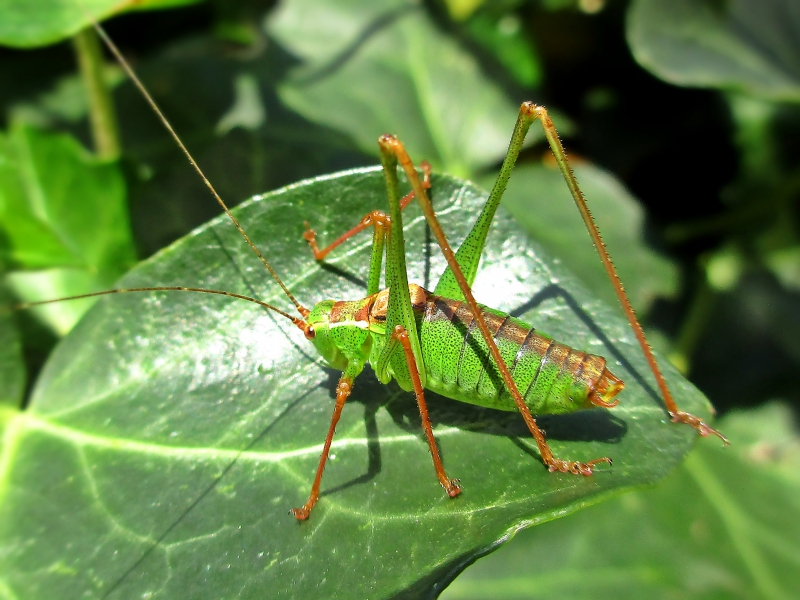
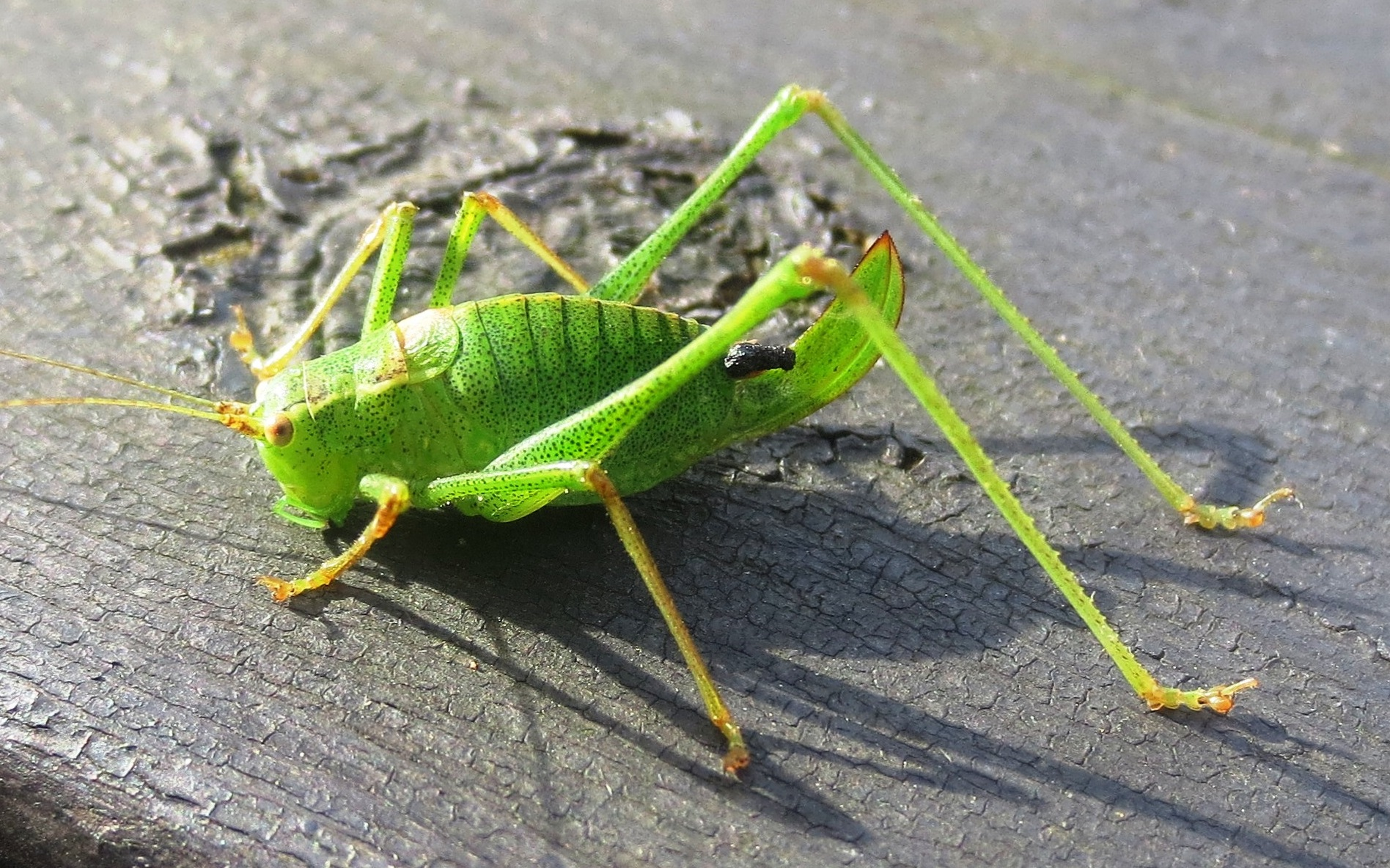
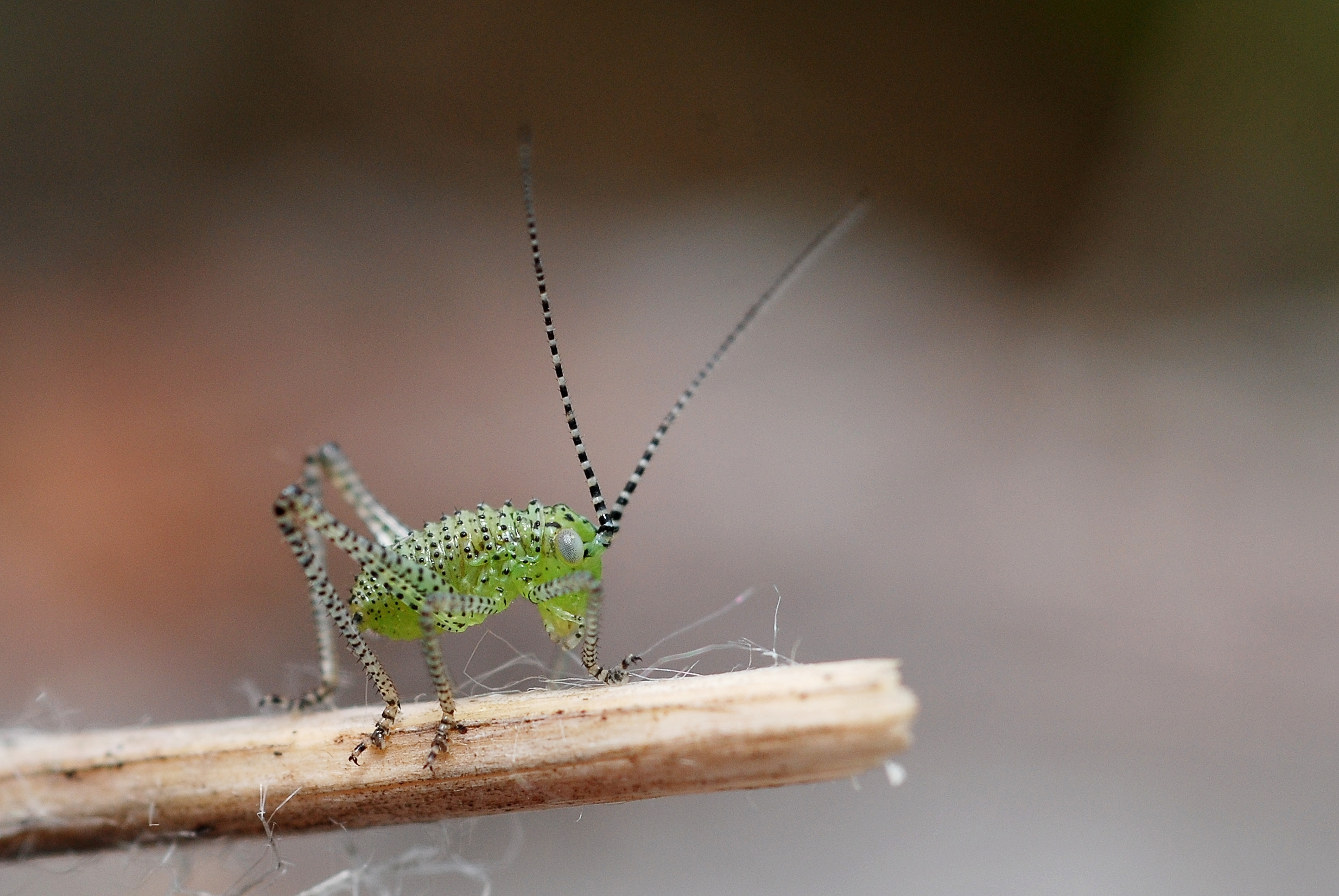